# Ayla Çelik
Ayla Çelik (* 14. November 1973 in Ardahan) ist eine türkische Popsängerin und Songwriterin.

## Karriere
Çelik studierte an der İstanbul Teknik Üniversitesi. Ihr erstes Solo-Album Lavanta erschien im Jahr 2010. Sechs Jahre später feierte sie einen größeren Erfolg mit ihrem zweiten Album Ben und der dazugehörigen Single Bağdat. Letztere wurde im Jahr 2017 bei den Altın Kelebek Awards zum Song des Jahres gekürt.
Die Single und das gleichnamige Album Daha Bi' Aşık erschienen im Jahr 2019 und wurden ebenfalls erfolgreich. Nachfolgende Songs wie Mecbur oder Seviyoruz Hâlâ wurden auch bekannt. Mit Beyazıt Öztürk und Gökhan Tepe entstanden über die Jahre mehrere Kollaborationen.
Daneben hat Ayla Çelik zahlreiche Hits für bekannte türkische Künstler wie Demet Akalın, İrem Derici, Ebru Gündeş, Serdar Ortaç, Bengü oder Berkay geschrieben.

## Diskografie

### Alben
- 2010: Lavanta
- 2016: Ben
- 2019: Daha Bi' Aşık

### Kollaborationen
- 2007: İstanbul Türküleri (mit Belma Şahin)

### Singles
| - 2008: Bir Dönebilsem - 2010: Yanılmışım - 2010: Lavanta - 2013: Olacak Olacak - 2016: Aşk Şarkıları - 2016: Bağdat (mit Beyazıt Öztürk) - 2016: Altın Sarısı - 2017: Aynalı Dolap (Hintergrundstimme: Gökhan Tepe) - 2017: Dikensiz Gül - 2018: Aşk Tutar Beni - 2018: Neler Oluyor Bize - 2019: Daha Bi' Aşık - 2019: Aşık Oldum Giderken | - 2020: Parti - Şiki Şiki Baba (mit Beyazıt Öztürk - Cameoauftritt von Gökhan Tepe) - 2020: Mecbur - 2020: Ay Işığı - 2021: Yalancılar - 2021: Seviyoruz Hâlâ (mit Hakan Altun) - 2022: Öp Beni - 2022: Gizli Bahçe - 2023: Nisan Yağmuru (mit Emel Şenocak) - 2024: Sakla Beni (Original: Morteza Pashaei – Jadeye Yektarafe) - 2024: Canımız Yansın - 2025: Vur Vur - 2025: Gecenin Köründe |

Quelle:

### Gastauftritte
- 2017: Sevda Çocukları (von Gökhan Tepe – Hintergrundstimme und im Musikvideo)

### Songwriting (Auswahl)
- 2012: Türkan (von Demet Akalın)
- 2013: İzmirli (von Berkay)
- 2016: Dantel (von İrem Derici)
- 2016: Abi (von Serdar Ortaç)
- 2016: Ah Ulan Sevda (von Demet Akalın)
- 2016: Efeler (von Demet Akalın)
- 2017: Kuzum (von Bengü)
- 2017: Bazı Aşklar Yarım Kalmalı (von İrem Derici)
- 2019: Esiyor (von Demet Akalın)
- 2019: Keşke Aramasaydın (von Altay)
- 2019: Âşık (von Ebru Gündeş)
- 2020: Senin Hastan (von İrem Derici)

## Auszeichnungen
- 2013: Altın Kelebek Award in der Kategorie Song des Jahres (für Türkan)
- 2017: Altın Kelebek Award in der Kategorie Song des Jahres (für Bağdat)